# Мала Шумадия
Мала Шумадия (на македонска литературна норма: Мала Шумадија) е име давано в началото на XX век на селища и области в Македония, чието население е сърбоманско, свързано силно със сръбството. Мала Шумадия е наричана областта Дримкол, в която селата са смесени българо-сърбомански - Лабунища, Лакавица (Лакаица), Боровец (Бороец), Подгорци, Ябланица. Мала Шумадия е наричана и сърбоманската област Поречие, в което единственото българско село Локвица е наричано съответно Мала София.